# Pseudothalestris andrewsi
Pseudothalestris andrewsi är en kräftdjursart som först beskrevs av T. Scott 1894.  Pseudothalestris andrewsi ingår i släktet Pseudothalestris och familjen Thalestridae. Inga underarter finns listade i Catalogue of Life.